# Kretowiec mandżurski
Kretowiec mandżurski (Mogera robusta) – gatunek ssaka z rodziny kretowatych (Talpidae).
Gatunek ten występuje na terenie Chin, Rosji, Korei Północnej, Korei Południowej.